# Эротокрит
«Эротокрит» (греч. Ερωτόκριτος) — роман в стихах, шедевр греческой литературы эпохи венецианского владычества в XVII веке. Написан около 1640 года греческим писателем Вицендзосом Корнаросом (Винченцо Корнаро) в Кандии.
Эта огромная поэма написана политической строфой. В ней сочетаются жанровые признаки как рыцарского романа, так и народного эпоса.

## История
Первоосновой для «Эротокрита» послужил французский роман «Парис и Вена» авторства Пьера де ла Сипеда, известный в Европе с 1482 года. События романа Корнарос передал в свободной форме, а главное — живым народным языком восточного Крита, на ровной и плавной димотике. Благодаря этому имя Вицендзоса Корнароса непременно упоминается среди наиболее выдающихся греческих национальных литераторов.
От первоначального романа «Парис и Вена»  Корнарос оставил только сюжетную основу. Переработка выполнена с учетом национальных традиций и особенностей греческой народной речи. Уже современники восхищались «Эротокритом», поскольку видели в его строках отражение своей этнической самобытности. Поэма не исказила особого национального звучания, а некоторые её фрагменты считаются почти народными и часто исполняются во время национальных праздников.
Впервые поэма издана в 1713 году в Венеции, второе издание состоялось в 1763 году в Ираклионе. В устной форме, значительно сокращенной, поэма сохранялась до XX века, между тем в XIX веке «Эротокрит» служил источником вдохновения для Дионисиоса Соломоса и оказал значительное влияние на таких греческих поэтов, как Костис Паламас, Костас Кристаллис, Йоргос Сеферис.
Поэма неоднократно переиздана, по её мотивам создаются новые литературные и музыкальные произведения. В греческих театрах созданы драматические постановки «Эротокрита». Его стихи, положенные на музыку, особенно популярны в исполнении Никоса Ксилуриса и Василиса Папаконстантину.
В 1978 году ЮНЕСКО приняла решение включить «Эротокрит» в перечень 300 шедевров мировой культуры. В Ираклионе, где поэма была написана, главным героям Эротокриту и Арете установлен памятник.

## Сюжет
Действие разворачивается в Афинах в языческие времена. Там правит царь Ираклий. Основная линия сюжета — история любви Ареты, дочери царя Ираклия и царицы Артеми, и молодого придворного Эротокрита, сына Пезострата, ближайшего советника и любимца царя.
У царя Ираклия и царицы Артеми долгое время не было детей. Наконец царица родила красавицу-дочку Арету. Восемнадцатилетний Эротокрит начинает заглядываться на царевну и влюбляется в неё. О своей любви он рассказывает лучшему другу Полидору, который советует ему не помышлять о царской дочке. Чтобы забыть своё горе, Эротокрит (вместе с Полидором) по ночам поет любовные песни под окнами дворца. Постепенно Арета, бывшая в то время под присмотром своей няньки Фросини, влюбляется в неизвестного певца, записывает тексты тронувших её песен. Ираклий же устраивает большой пир, на котором певцы и мастера покажут царю свои умения игры на лютне. Однако Эротокриту не по душе петь на людях, а другие музыканты не могут с ним сравниться. Тогда царь велит десяти телохранителям подкараулить его ночью и сейчас же привести во дворец. Завязывается потасовка. Эротокрит и Полидор убивают 2-х воинов, остальные позорно бегут. Обозленный Ираклий каждую ночь велит своим людям выслеживать обидчиков. Не имея возможности изливать любовь хотя бы в песне, Эротокрит, по совету Полидора, уезжает в Эгрип (это название области, а по существу — реки Эврип в Халкиде на Эвбее). Стихи, посвящённые царевне, и рисунок (её портрет) Эротокрит прячет в шкафчике в летнем домике в саду, попросив свою матушку никому не отдавать ключи. Тем временем Пезострат заболел. Царь, царица и их дочка приходят его навестить. Гуляя по саду, Арета хочет заглянуть в летний домик. По первому же требованию она получает ключи. Открыв шкафчик, Арета берёт стихи и рисунок. Она сравнивает их со словами серенад и догадывается, что ночной певец — Эротокрит. Тот, вернувшись в Афины, обнаруживает пропажу, и, оказывается, как раз царевна-то и взяла его стихи. Она не сердится и ничего не говорит отцу. Чтобы прояснить дело, Полидор идёт во дворец и говорит, что Эротокрит вернулся из Халкиды и слёг больной. Взволнованная Арета отправляет ему подарок — корзинку яблок.

Чтобы развлечь дочь, Ираклий устраивает рыцарский турнир. Награда — золотой венок. Эротокрит принимает в нём участие и одерживает блестящую победу.

Царь гневается и высылает юношу из города. В то же время за Аретой начинает ухаживать византийский император, царевна отказывает ему, за что отец заключает её в одной из башен дворца.

Проходит 3 года, и Афины оказываются в осаде врага.

Эротокрит возвращается на родину инкогнито и героически побеждает противника. Счастливый царь готов отдать руку дочери победителю, но Арета не смогла сразу узнать любимого. Наконец, любовь побеждает. Эротокрит женится на Арете.

### Сюжетные особенности
Сюжетные расхождения между французским источником и «Эротокритом» говорят о кардинальных различиях в системе этических ценностей критян и французов. Так, Арета не убегает с Эротокритом от разгневанного отца. Эротокрит же побеждает врага, который угрожает Афинам и царю, отцу Ареты, не хитростью, а в честном поединке.
Ещё одно отличие — более тесное родство с народным эпосом и фольклором, чем у французского романа. Подобно главному герою византийской поэмы «Дигенис Акрит», Эротокрит не знает поражений. Вероятно, в этом причина повышенного интереса к «Эротокриту» в Новое время, когда греки видели в нём символ своей родины, не желавшей покориться Османской империи.
Особое внимание исследователей привлекают отдельные, детально расписанные сцены бытовой жизни на Крите времен Венецианской Республики.